# Mali Podljuben
Mali Podljuben je naselje v Občini Novo mesto.